# Acción del 7 de diciembre de 1804
La Acción del 7 de diciembre de 1804 fue un enfrentamiento naval menor entre la Royal Navy y la Armada española enmarcado dentro de la Guerra anglo-española (1804-1809) y que tuvo lugar frente a las costas de Portugal a la altura del cabo de Santa María. En el enfrentamiento el navío de línea HMS Polyphemus de 64 cañones bajo las órdenes del capitán John Lawford y la fragata HMS Lively de 38 y comandado por el capitán sir Graham Hamond apresaron la fragata española Santa Gertrudis.
El 7 de diciembre el barco español Santa Gertrudis, una fragata de 40 cañones pero armada sólo con 14, zarpó del cabo de Santa María con dirección a La Coruña después de regresar de un viaje por Perú y México. Fue avistada por los buques ingleses Polyphemus y Lively quienes tras una breve persecución consiguieron darle alcance. El capitán español, viendo que era inútil resistirse arrió su bandera.
El HMS Polyphemus y la Santa Gertrudis pusieron rumbo a Plymouth pero una tormenta los separó. El barco español, ya bajo mando inglés, resultó dañado pero a pesar de todo el 10 de enero de 1805 consiguió llegar a Plymouth remolcado por el HMS Harriet el cual encontró al Santa Gertrudis a la deriva unos días después de la tormenta.
El Santa Gertrudis transportaba $1,215,000, y mercancía diversa. El botín fue repartido haciendo a su capitán rico de por vida.
La Royal Navy incorporó a su servicio la fragata española con el nombre de HMS Santa Gertruda pero al barco de 40 años no sirvió en ninguna nueva misión y fue utilizado como barco de depósito.